# La Khải Nhuệ
La Khải Nhuệ (tiếng Trung: 羅啟銳, Alex Law Kai-Yui; 19 tháng 8 năm 1952 – 2 tháng 7 2022) là một nhà làm phim của Điện ảnh Hồng Kông. Ông được biết đến với vai trò biên kịch của các bộ phim giành Giải thưởng Điện ảnh Hồng Kông và Giải Kim Mã như Thu thiên đích đồng thoại (1987), Pha lê chi thành (1998), hay Tuế nguyệt thần thâu (2009). La cũng từng giành Giải Kim Mã cho đạo diễn xuất sắc nhất với tác phẩm Thất Tiểu Phúc (1988).

## Tiểu sử
La Khải Nhuệ sinh 19 tháng 8 năm 1952 tại Hồng Kông trong một gia đình gốc Yết Dương. Sau khi học phổ thông tại Trường Nam sinh Giáo khu (Diocesan Boys' School) của Hồng Kông, La Khải Nhuệ theo học ngành văn chương tại Đại học Hồng Kông. Tại đây, La là bạn học của Trương Uyển Đình, người sau này trở thành một nữ đạo diễn tên tuổi của Điện ảnh Hồng Kông và cũng là người bạn đời, người cộng sự thân thiết của La cho đến khi ông qua đời. La Khải Nhuệ đã chắp bút kịch bản cho bộ ba phim về người nhập cư rất nổi tiếng của nữ đạo diễn họ Trương là Phi pháp di dân (1985), Thu thiên đích đồng thoại (1987), và Bát lưỡng kim (1989). La Khải Nhuệ cũng là tác giả kịch bản bộ phim gây tiếng vang của Trương Uyển Đình về Ba chị em họ Tống là Tống Gia hoàng triều (1997).

## Giải thưởng
| Năm  | Phim                             | Giải thưởng                      | Lễ trao giải                              |
| ---- | -------------------------------- | -------------------------------- | ----------------------------------------- |
| 2010 | Tuế nguyệt thần thâu (2009)      | Kịch bản xuất sắc nhất           | Giải thưởng Điện ảnh Hồng Kông lần thứ 29 |
| 2010 | Tuế nguyệt thần thâu (2009)      | Ca khúc trong phim xuất sắc nhất | Giải thưởng Điện ảnh Hồng Kông lần thứ 29 |
| 1988 | Thu thiên đích đồng thoại (1987) | Kịch bản xuất sắc nhất           | Giải thưởng Điện ảnh Hồng Kông lần thứ 7  |
| 1988 | Thất Tiểu Phúc (1988)            | Đạo diễn xuất sắc nhất           | Giải Kim Mã                               |